# Kristof Dewamme
Kristof Dewamme (Kortrijk, 15 december 1973) is een Belgische televisiemaker en muzikant. Hij werkt sinds 2000 achter de schermen voor diverse televisieprogramma's. Hij begon zijn carrière als researcher bij Paul Jambers en de laatste jaren maakt hij vooral programma's samen met Axel Daeseleire (Axel opgelicht, Project Axel, Axel gaat binnen...). In 2022 presenteerde hij zijn eigen programma in mijn caravan. Hij leefde zes maanden samen met mensen die permanent op een camping wonen. Dit werd uitgezonden op VTM2.
Naast televisiemaker is Kristof ook actief als muzikant (drums, piano, gitaar).